# السمك الطبيب
السمك الطبيب (الاسم العلمي: Garra rufa) نوع من السمك يعيش ويتكاثر في برك بعض الأنهار التركية والينابيع الساخنة. أستخدمت في هذا العصر كسبا، حيث أنها تتغذى على جلد المرضى الذين يعانون من الصدفية. حيث أنه ثبت أن علاج أسماك الطبيب تخفف أعراض الصدفية ولا تعالجها نهائيا، ولا يوجد حاليا أي علاج للصدفية.